# Prokathedrale der Unbefleckten Empfängnis der Hl. Jungfrau Maria

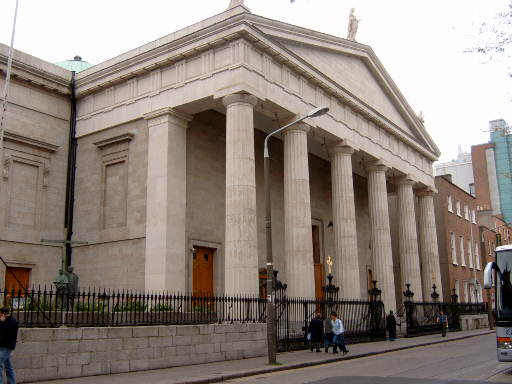
Portal der Prokathedrale in der Dubliner Marlborough Street

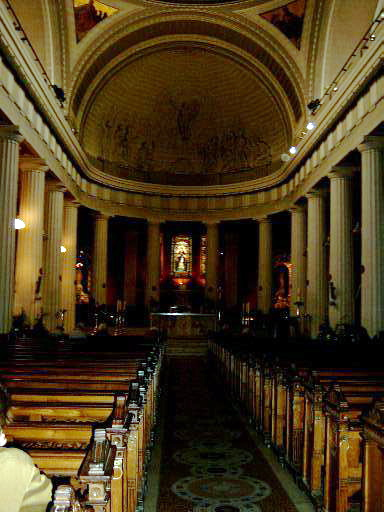
Prokathedrale von innen

Die Prokathedrale der Unbefleckten Empfängnis der Hl. Jungfrau Maria (irisch Leas-Ardeaglais Mhuire, englisch St Mary’s Pro-Cathedral) ist eine römisch-katholische Prokathedrale in der irischen Hauptstadt Dublin. Sie ist die Bischofskirche der Erzbischöfe von Dublin.
Zwar ist Irland ein mehrheitlich katholisches Land, aber die zwei Kathedralen Dublins, die Sankt-Patrick’s-Kathedrale und die Kirche-Christi-Kathedrale, gehören zur protestantischen Kirche von Irland.

## Geschichte der Kathedrale

### Vorgeschichte
Während der englischen Besatzungszeit kam es zur Reformation unter Heinrich VIII. Die anglikanische Kirche löste die katholische Kirche als Staatskirche im ganzen Englischen Reich ab. So war es jahrhundertelang in Irland verboten, eine katholische Messe in der Öffentlichkeit zu feiern. Wenn man dies nicht beachtete, musste man mit hohen Strafen rechnen. Mit der Aufhebung dieses Gesetzes durfte man auch wieder katholische Kirchen bauen.

### Baugeschichte

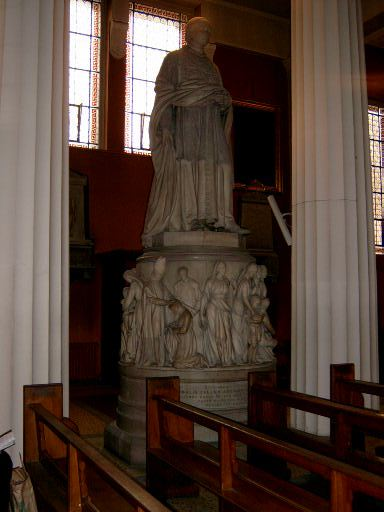
Denkmal in der Kirche – Kardinal Cullen

Schon 1803 bildete sich ein Komitee für den Bau einer katholischen Prokathedrale. Zum Architekt der Pro-Kathedrale wurde George Papworth (1781–1855). Die Bauarbeiten begannen im Juni 1814.
Am 14. November 1825 weihte der neue Erzbischof von Dublin, Daniel Murray, die Prokathedrale. Sie war erster römisch-katholischer Bischofssitz im Vereinigten Königreich seit der Reformation und wurde als Zeichen des irischen Nationalismus gefeiert.

## Ausstattung
Die Prokathedrale ist eine Mischung aus griechischem und römischem Stil. In den frühen 1990er Jahren gab es einen Brand in der Prokathedrale, bei dem es nicht zu größeren Schäden kam. Der alte viktorianische Altar wurde entfernt und durch einen neuen ersetzt. Auch die Kanzel wurde versetzt.

## Nutzung
Die Prokathedrale der Unbefleckten Empfängnis der Hl. Jungfrau Maria ist eine der größten Kirchen Irlands und die Bischofskirche des Erzbistums Dublin. Hier werden auch Staatsbegräbnisse veranstaltet. Eines davon war das von Michael Collins im Jahre 1922, nachdem dieser einem Attentat zum Opfer fiel.